# Heteronyx hispidulus
Heteronyx hispidulus är en skalbaggsart som beskrevs av Blackburn 1908. Heteronyx hispidulus ingår i släktet Heteronyx och familjen Melolonthidae. Inga underarter finns listade i Catalogue of Life.